# نيكولا فيراري
نيكولا فيراري (بالإيطالية: Nicola Ferrari)‏ (و. 1983  م) هو لاعب كرة قدم، من إيطاليا، يلعب كمهاجم.

## روابط خارجية
- نيكولا فيراري على موقع قاعدة بيانات كرة القدم.إي يو (الإنجليزية)
- نيكولا فيراري على موقع Soccerway.com (الإنجليزية)
- نيكولا فيراري على موقع عالم كرة القدم.نت (الإنجليزية)
- نيكولا فيراري على موقع AS.com (الإسبانية)